# Ayvazovskiy
Die Ayvazovskiy war ein 1977 in Dienst gestelltes Kreuzfahrtschiff der sowjetischen Soviet Danub Shipping Company. Nach dem Zerfall der Sowjetunion fuhr das Schiff unter anderem als Karina unter Charter für Phoenix Reisen und zuletzt bis 2001 als Primexpress Island. Seit 2004 lag es als Hotelschiff Rochdale One in Amsterdam. 2013 wurde die Rochdale One im türkischen Aliağa abgewrackt.

## Geschichte
Die Ayvazovskiy entstand unter der Baunummer 144 in der Werft von Dubigeon-Normandie in Nantes und wurde am 25. April 1977 an die Soviet Danub Shipping Company mit Sitz in Ismajil abgeliefert. Sie stand fortan für Kreuzfahrten zwischen Ismajil, Jalta und Istanbul im Einsatz. Sie war benannt nach dem russischen Maler Iwan Konstantinowitsch Aiwasowski.
Nach dem Zerfall der Sowjetunion ging das Schiff in den Besitz der Nachfolgerreederei Ukrainian Danube Shipping Company über und wurde anschließend für Kreuzfahrten im Mittelmeer und in der Karibik genutzt. Von April bis Juli 1996 charterte Phoenix Reisen die Ayvazovskiy und bereederte sie unter dem Namen Karina von Antalya aus für Reisen im Mittelmeer. Anschließend war das Schiff in Limassol aufgelegt.
Nach fast vier Jahren Liegezeit ging die Karina im Mai 2000 in den Besitz der Reederei Transkruiz in der Ukraine über und erhielt den Namen Primexpress Island. Sie stand nun für Casinokreuzfahrten im Einsatz, wurde jedoch 2001 aufgrund finanzieller Probleme ihres Besitzers in Limassol beschlagnahmt und beendete damit ihre Laufbahn im aktiven Schiffsbetrieb.
Nach weiteren knapp drei Jahren Liegezeit ging das ehemalige Kreuzfahrtschiff im Januar 2004 an Kyprosun Holdings in Limassol, um anschließend als Rochdale One in Perama zum Hotelschiff umgebaut zu werden. Am 8. Juli 2004 traf es für seinen neuen Verwendungszweck in Amsterdam ein. Die Rochdale One diente dort von September 2004 bis August 2009 als Unterkunft für Studenten, anschließend lag sie erneut auf.
Im Februar 2012 wurde das Schiff verkauft und nach Tripolis überführt. Zu einer erneuten Nutzung kam es jedoch nicht. Stattdessen traf die Rochdale One am 22. Juli 2013 zum Abbruch im türkischen Aliağa ein.